# Agrotis umbratilis
Agrotis umbratilis là một loài bướm đêm trong họ Noctuidae.